# Campeonato Carioca 2015
El Campeonato Carioca de 2015 fue la edición 117.ª del principal campeonato de clubes de fútbol del Estado de Río de Janeiro. El torneo es organizado por la Federação de Futebol do Estado do Rio de Janeiro (FFERJ) y está entre los torneos más importantes del país. Concede cuatro cupos a la Copa de Brasil 2016, los cuales fueron para Vasco da Gama, Botafogo, Flamengo y Fluminense y un cupo al Campeonato Brasileño de Serie D del año 2015, el cual fue concedido a Volta Redonda.
Actualmente, el torneo cuenta con dos rondas: la Taça Guanabara y la Taça Río, aunque existen torneos adicionales. La existencia de estos torneos depende de la organización para cada edición.
El campeón fue Vasco da Gama, el cual llegó a vigésimotercer título del campeonato.

## Sistema de juego
El Campeonato Carioca está dividido en tres fases: la Taça Guanabara o clasificatoria, semifinal y final. En la primera fase, los 16 equipos se enfrentan ente ellos a partido único completando cada uno 15 partidos jugados. El primer equipo clasificado será el campeón de la Taça Guanabara y clasificará a las semifinales con los siguientes tres mejores equipos. Se jugarán partidos de ida y vuelta y los dos mejores llegarán a la final.
Los 12 equipos que no clasificaron a las semifinales disputaron la Taça Río, a partir de los resultados de la primera vuelta.
Los cuatro clasificados a semifinales clasificarán a la Copa de Brasil 2016 y el mejor equipo no participante de ninguna de las categorías del Campeonato Brasileño clasificará al Campeonato Brasileño de Serie D del año 2015.

### Criterios de desempate
En caso de empate, se sigue el siguiente orden:
1. Número de partidos ganados.
2. Diferencia de gol.
3. Número de goles marcados.
4. Resultado del duelo directo entre los clubes.
5. Número de tarjetas amarillas o rojas.
6. Sorteo.

## Equipos participantes

### Ascensos y descensos
| Pos. | Descendidos en la temporada 2014 |
| ---- | -------------------------------- |
| 15.º | Audax Río                        |
| 16.º | Duque de Caxias                  |

| Pos. | Ascendidos de la Serie A2 - 2014 |
| ---- | -------------------------------- |
| 1.º  | Barra Mansa                      |
| 2.º  | Tigres do Brasil                 |

### Información de los equipos
| Equipo           | Ciudad          | Estadio             | Capacidad | Posición 2014 |
| ---------------- | --------------- | ------------------- | --------- | ------------- |
| Bangu            | Río de Janeiro  | Moça Bonita         | 9 024     | 10.º          |
| Barra Mansa      | Barra Mansa     | Leão do Sul         | 5 000     | 1.º (Serie B) |
| Boavista         | Saquarema       | Eucy Resende        | 3 339     | 5°            |
| Bonsucesso       | Río de Janeiro  | Leônidas da Silva   | 13 000    | 13°           |
| Botafogo         | Río de Janeiro  | Nilton Santos       | 23 668    | 9.º           |
| Cabofriense      | Cabo Frío       | Alair Corrêa        | 4 200     | 4°            |
| Flamengo         | Río de Janeiro  | Maracanã            | 78 838    | 1°            |
| Fluminense       | Río de Janeiro  | Maracanã            | 78 838    | 3°            |
| Friburguense     | Nova Friburgo   | Eduardo Guinle      | 6 550     | 6.º           |
| Macaé            | Macaé           | Moacyrzão           | 15 000    | 7°            |
| Madureira        | Río de Janeiro  | Conselheiro Galvão  | 5 062     | 12°           |
| Nova Iguaçu      | Nova Iguaçu     | Laranjão            | 3 500     | 8°            |
| Resende          | Resende         | do Trabalhador      | 4 600     | 14°           |
| Tigres do Brasil | Duque de Caxias | Los Larios          | 8 000     | 2° (Serie B)  |
| Vasco da Gama    | Río de Janeiro  | São Januario        | 24 585    | 2°            |
| Volta Redonda    | Volta Redonda   | Raulino de Oliveira | 20 255    | 11°           |

## Taça Guanabara

### Clasificación
| Pos. | Equipos          | PJ | PG | PE | PP | GF | GC | Dif. | Pts. |
| ---- | ---------------- | -- | -- | -- | -- | -- | -- | ---- | ---- |
| 1.   | Botafogo         | 15 | 11 | 3  | 1  | 31 | 9  | +22  | 36   |
| 2.   | Flamengo         | 15 | 11 | 3  | 1  | 47 | 6  | +41  | 36   |
| 3.   | Vasco da Gama    | 15 | 10 | 3  | 2  | 31 | 13 | +18  | 33   |
| 4.   | Fluminense       | 15 | 10 | 1  | 4  | 29 | 15 | +14  | 31   |
| 5.   | Madureira        | 15 | 9  | 3  | 3  | 26 | 12 | +14  | 30   |
| 6.   | Macaé            | 15 | 5  | 7  | 3  | 17 | 14 | +3   | 26   |
| 7.   | Volta Redonda    | 15 | 6  | 5  | 4  | 20 | 20 | -1   | 23   |
| 8.   | Bangu            | 15 | 6  | 4  | 5  | 21 | 24 | -3   | 22   |
| 9.   | Resende          | 15 | 4  | 4  | 7  | 18 | 22 | -4   | 16   |
| 10.  | Friburguense     | 15 | 3  | 5  | 7  | 16 | 24 | -8   | 14   |
| 11.  | Cabofriense      | 15 | 3  | 3  | 9  | 13 | 27 | -14  | 12   |
| 12.  | Bonsucesso       | 15 | 2  | 5  | 8  | 8  | 18 | -10  | 11   |
| 13.  | Tigres do Brasil | 15 | 1  | 8  | 6  | 10 | 22 | -12  | 11   |
| 14.  | Boavista         | 15 | 1  | 5  | 9  | 12 | 27 | -15  | 8    |
| 15.  | Nova Iguaçu      | 15 | 1  | 5  | 9  | 10 | 26 | -16  | 8    |
| 16.  | Barra Mansa      | 15 | 1  | 6  | 8  | 14 | 27 | -13  | -6   |

Fuente: Web oficial de la Federación de Fútbol de Río de Janeiro
|  |                                                               |
|  | Campeón de la Taça Guanabara y clasificado a las semifinales. |
|  | Clasificados a las semifinales.                               |
|  | Eliminados.                                                   |

- Barra Mansa recibió una penalización de 15 puntos y una multa por la mala inscripción de dos jugadores del equipo.

### Partidos
A continuación, se muestra la tabla de los partidos jugados durante el campeonato. Al lado izquierdo, aparecen los equipos que ejercieron de local en cada partido mientras que en la parte de arriba, aparece el equipo visitante.
| Equipo           | BAN   | BMA   | BOA   | BON   | BOT   | CAB   | FLA   | FLU   | FRI   | MAC   | MAD   | NOV   | RES   | TIG   | VAS   | VOL   |
| ---------------- | ----- | ----- | ----- | ----- | ----- | ----- | ----- | ----- | ----- | ----- | ----- | ----- | ----- | ----- | ----- | ----- |
| Bangu            | --    | 2 - 1 | 4 - 2 |       | 0 - 3 | 3 - 0 |       |       |       |       | 1 - 1 |       | 1 - 3 | 1 - 0 |       |       |
| Barra Mansa      |       | --    |       |       | 1 - 1 | 2 - 2 |       |       | 1 - 2 |       | 0 - 1 | 2 - 1 | 1 - 1 |       |       | 0 - 1 |
| Boavista         |       | 3 - 1 | --    |       |       | 1 - 1 |       | 0 - 3 | 1 - 1 |       |       | 0 - 0 |       | 2 - 2 | 1 - 2 | 0 - 0 |
| Bonsucesso       | 0 - 2 | 0 - 0 | 4 - 0 | --    |       |       | 0 - 2 |       |       | 1 - 1 |       |       |       |       | 0 - 1 | 0 - 1 |
| Botafogo         |       |       | 1 - 0 | 4 - 0 | --    |       | 1 - 0 |       |       | 1 - 0 | 4 - 1 | 2 - 1 | 3 - 0 | 3 - 0 |       |       |
| Cabofriense      |       |       |       | 2 - 1 | 0 - 1 | --    |       |       | 3 - 0 |       | 0 - 3 | 0 - 0 | 2 - 0 |       | 0 - 2 | 1 - 3 |
| Flamengo         | 5 - 0 | 4 - 0 | 5 - 0 |       |       | 6 - 1 | --    | 4 - 0 | 3 - 0 |       |       |       |       |       | 3 - 1 | 8 - 0 |
| Fluminense       | 2 - 1 | 4 - 2 |       | 3 - 0 | 3 - 1 | 3 - 0 |       | --    | 2 - 1 |       |       |       |       | 1 - 1 | 0 - 1 |       |
| Friburguense     | 1 - 1 |       |       | 0 - 0 | 0 - 3 |       |       |       | --    | 1 - 1 | 1 - 2 |       |       | 3 - 0 | 5 - 4 | 1 - 1 |
| Macaé            | 1 - 1 | 3 - 0 | 1 - 0 |       |       | 2 - 1 | 1 - 1 | 1 - 0 |       | --    |       | 2 - 1 |       | 1 - 0 |       |       |
| Madureira        |       |       | 1 - 0 | 1 - 1 |       |       | 1 - 1 | 1 - 2 |       | 1 - 0 | --    | 4 - 0 | 3 - 0 |       |       |       |
| Nova Iguaçu      | 2 - 3 |       |       | 0 - 1 |       |       | 0 - 0 | 1 - 4 | 1 - 0 |       |       | --    | 0 - 0 |       |       | 1 - 2 |
| Resende          |       |       | 4 - 2 | 1 - 0 |       |       | 0 - 2 | 1 - 0 | 2 - 0 | 2 - 2 |       |       | --    | 1 - 1 |       |       |
| Tigres do Brasil |       | 1 - 1 |       | 0 - 0 |       | 1 - 0 | 1 - 3 |       |       |       | 0 - 3 | 1 - 1 |       | --    | 1 - 1 |       |
| Vasco da Gama    | 2 - 0 | 1 - 1 |       |       | 1 - 1 |       |       |       |       | 3 - 0 | 2 - 0 | 5 - 1 | 1 - 0 |       | --    | 4 - 1 |
| Volta Redonda    | 1 - 1 |       |       |       | 2 - 2 |       |       | 2 - 1 |       | 0 - 1 | 0 - 3 |       | 4 - 3 | 1 - 1 |       | --    |

## Taça Río
A continuación, se presenta la tabla de posiciones de los equipos no clasificados a las semifinales. Los puntos hacen referencia a los partidos que jugaron entre ellos sin contar los duelos con los cuatro clasificados.
| Pos. | Equipos          | PJ | PG | PE | PP | GF | GC | Dif. | Pts. |
| ---- | ---------------- | -- | -- | -- | -- | -- | -- | ---- | ---- |
| 1.   | Madureira        | 11 | 9  | 2  | 0  | 23 | 3  | +20  | 29   |
| 2.   | Bangu            | 11 | 6  | 4  | 1  | 20 | 12 | +8   | 22   |
| 3.   | Macaé            | 11 | 6  | 4  | 1  | 15 | 9  | +6   | 22   |
| 4.   | Volta Redonda    | 11 | 6  | 4  | 1  | 20 | 12 | +8   | 19   |
| 5.   | Resende          | 11 | 5  | 4  | 2  | 14 | 12 | +2   | 16   |
| 6.   | Cabofriense      | 11 | 3  | 3  | 5  | 12 | 16 | -4   | 12   |
| 7.   | Friburguense     | 11 | 2  | 5  | 4  | 10 | 13 | -3   | 11   |
| 8.   | Bonsucesso       | 11 | 2  | 5  | 4  | 8  | 8  | 0    | 11   |
| 9.   | Tigres do Brasil | 11 | 1  | 6  | 4  | 7  | 14 | -7   | 9    |
| 10.  | Boavista         | 11 | 1  | 5  | 5  | 11 | 19 | -8   | 8    |
| 11.  | Nova Iguaçu      | 11 | 1  | 4  | 6  | 7  | 15 | -8   | 7    |
| 12.  | Barra Mansa      | 11 | 1  | 4  | 6  | 10 | 17 | -7   | -2   |

|  |                         |
|  | Campeón de la Taça Río. |

| Bandera del estado de Río de Janeiro |
| Campeón                              |
| Madureira 1.er título                |

## Fase final
|  | Semifinales       | Semifinales       | Semifinales       |   |               | Final                   | Final                   | Final                   |  |
|  | 11 al 19 de abril | 11 al 19 de abril | 11 al 19 de abril |   |               | 26 de abril y 3 de mayo | 26 de abril y 3 de mayo | 26 de abril y 3 de mayo |  |
|  |                   |                   |                   |   |               |                         |                         |                         |  |
|  |                   |                   |                   |   |               |                         |                         |                         |  |
|  | Vasco da Gama     | 1                 | 0                 |   |               |                         |                         |                         |  |
|  | Vasco da Gama     | 1                 | 0                 |   |               |                         |                         |                         |  |
|  | Flamengo          | 0                 | 0                 |   |               |                         |                         |                         |  |
|  | Flamengo          | 0                 | 0                 |   | Vasco da Gama | 1                       | 2                       |                         |  |
|  |                   |                   |                   |   | Vasco da Gama | 1                       | 2                       |                         |  |
|  |                   |                   | Botafogo          | 0 | 1             |                         |                         |                         |  |
|  | Fluminense        | 2                 | Botafogo          | 0 | 1             | 1 (8)                   |                         |                         |  |
|  | Fluminense        | 2                 |                   |   |               | 1 (8)                   |                         |                         |  |
|  | Botafogo          | 1                 | 2 (9)             |   |               |                         |                         |                         |  |
|  | Botafogo          | 1                 | 2 (9)             |   |               |                         |                         |                         |  |
|  |                   |                   |                   |   |               |                         |                         |                         |  |

### Semifinales
| 11 de abril de 2015, 18:30 | Fluminense          | 2:1 (1:0) | Botafogo         | Estadio Maracanã, Río de Janeiro |  |
|                            | Fred 41' 74' (pen.) | Reporte   | Willian Arão 85' |                                  |  |

| 18 de abril de 2015, 16:00 | Botafogo | 2:1 (2:1) (9:8 p.)         | Fluminense                                                                                               | Estadio Nilton Santos, Río de Janeiro |  |
|                            | Fernandes 5' · Bill 22' | Reporte                    | Jean 43' (pen.)                                                                                          |                                       |  |
|                            | | Tiros desde el punto penal | |                                       |  |
|                            | Marcelo Mattos · Gegê · Gilberto · Thiago Carleto · Diego Giaretta · Renán Fonseca · Jóbson · Bill · Luís Ricardo · Willian Arão · Renán · |                            | Kenedy · Jean · Gerson · Renato · Marlone · Gum · Marlon · Edson · Robert · Wellington · Diego Cavalieri |                                       |  |

| 12 de abril de 2015, 16:00 | Vasco da Gama       | 1:0 (0:0) | Flamengo | Estadio Maracanã, Río de Janeiro |  |
|                            | Gilberto 61' (pen.) | Reporte   |          |                                  |  |

| 19 de abril de 2015, 16:00 | Flamengo | 0:0     | Vasco da Gama | Estadio Maracanã, Río de Janeiro |  |
|                            |          | Reporte |               |                                  |  |

### Final
| 26 de abril de 2015, 16:00 | Vasco da Gama      | 1:0 (0:0) | Botafogo | Estadio Maracanã, Río de Janeiro |  |
|                            | Rafael Silva 90+1' | Reporte   |          |                                  |  |

| 3 de mayo de 2015, 16:00 | Botafogo         | 1:2 (0:1) | Vasco da Gama                     | Estadio Maracanã, Río de Janeiro |  |
|                          | Diego Jardel 74' | Reporte   | Rafael Silva 45' · Gilberto 90+2' |                                  |  |

| Bandera del estado de Río de Janeiro |
| Campeón                              |
| Vasco da Gama 23.er título           |

## Tabla general
| Pos. | Equipos          | PJ | PG | PE | PP | GF | GC | Dif. | Pts. |
| ---- | ---------------- | -- | -- | -- | -- | -- | -- | ---- | ---- |
| 1.   | Vasco da Gama    | 19 | 13 | 5  | 1  | 35 | 10 | +25  | 44   |
| 2.   | Botafogo         | 19 | 12 | 3  | 4  | 35 | 15 | +20  | 39   |
| 3.   | Flamengo         | 17 | 11 | 4  | 2  | 31 | 13 | +18  | 34   |
| 4.   | Fluminense       | 17 | 11 | 1  | 5  | 32 | 18 | +14  | 34   |
| 5.   | Madureira        | 15 | 9  | 3  | 3  | 26 | 12 | +14  | 30   |
| 6.   | Macaé            | 15 | 5  | 7  | 3  | 17 | 14 | +3   | 26   |
| 7.   | Volta Redonda    | 15 | 6  | 5  | 4  | 20 | 20 | -1   | 23   |
| 8.   | Bangu            | 15 | 6  | 4  | 5  | 22 | 21 | +1   | 22   |
| 9.   | Resende          | 15 | 4  | 4  | 7  | 18 | 23 | -5   | 16   |
| 10.  | Friburguense     | 15 | 3  | 5  | 7  | 16 | 24 | -8   | 14   |
| 11.  | Cabofriense      | 15 | 3  | 3  | 9  | 13 | 27 | -14  | 12   |
| 12.  | Bonsucesso       | 15 | 2  | 5  | 8  | 8  | 18 | -10  | 11   |
| 13.  | Tigres do Brasil | 15 | 1  | 8  | 6  | 10 | 22 | -12  | 11   |
| 14.  | Boavista         | 15 | 1  | 5  | 9  | 12 | 27 | -15  | 8    |
| 15.  | Nova Iguaçu      | 15 | 1  | 5  | 9  | 10 | 26 | -16  | 8    |
| 16.  | Barra Mansa      | 15 | 1  | 6  | 8  | 14 | 27 | -13  | -6   |

Fuente: Web oficial de la Federación de Fútbol de Río de Janeiro
|  |                                                                             |
|  | Campeón del Campeonato Carioca 2015 y clasificado a la Copa de Brasil 2016. |
|  | Subcampeón y clasificado a la Copa de Brasil 2016.                          |
|  | Eliminados en semifinales y clasificado a la Copa de Brasil 2016.           |
|  | Eliminado y clasificado a la Serie D 2015.                                  |
|  | Eliminados.                                                                 |
|  | Descendidos al Campeonato Carioca - A2 2016.                                |